# Grupo 17 de Astronautas da NASA

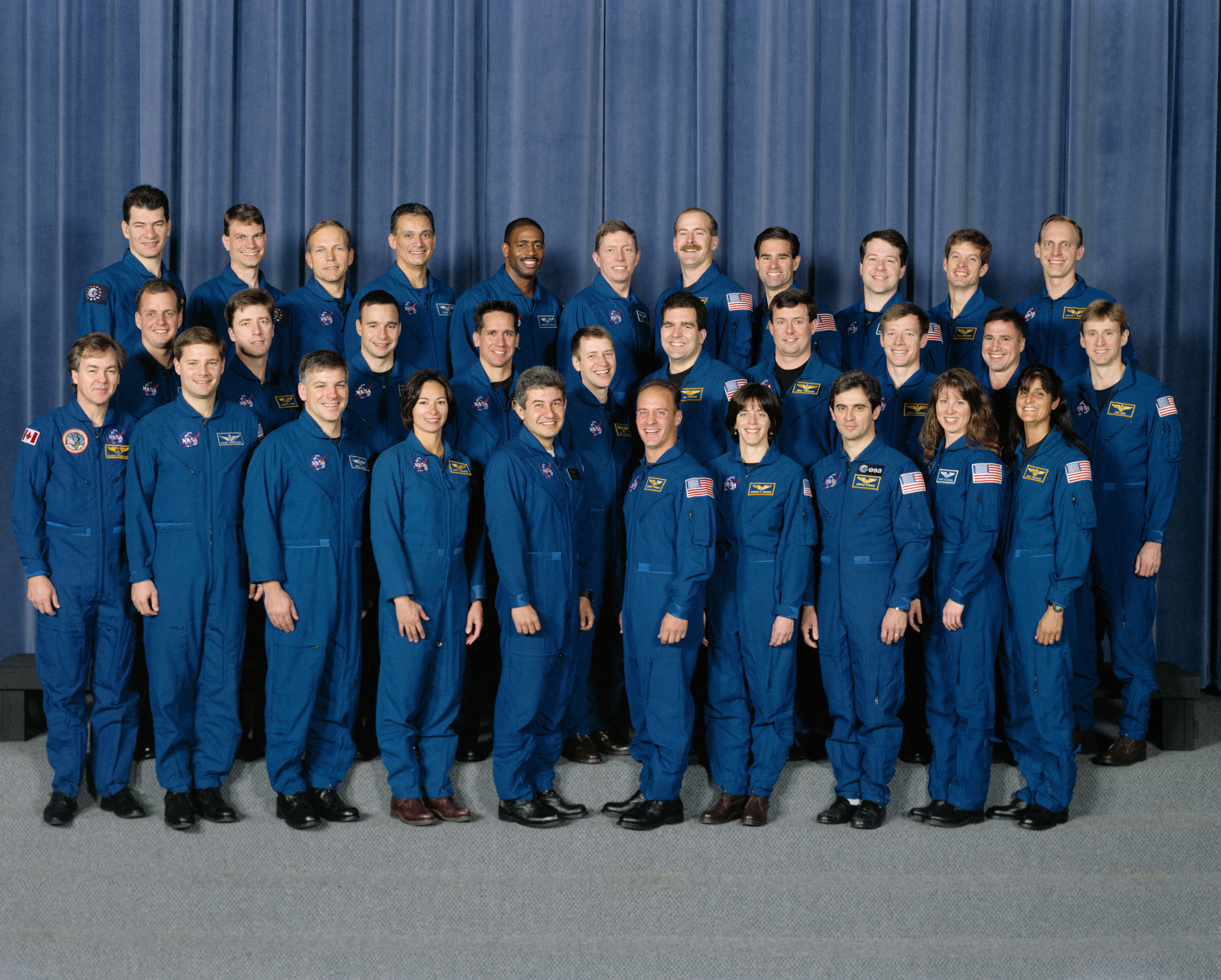
Foto do Grupo

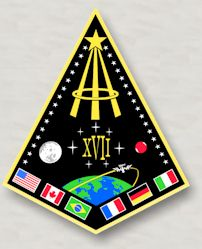
Logo do grupo

Grupo 17 de Astronautas da Nasa (Os Pinguins) escolhidos pela NASA em 1998. O grupo, composto de 31 candidatos, incluiu oito pilotos, 17 especialistas de missão e seis especialistas de missão estrangeiros que se tornaram astronautas da NASA. Eles começaram a treinar em agosto de 1998.

## Pilotos
- Lee Archambault[1]
  - Piloto, STS-117 (Atlantis)
  - Comandante, STS-119 (Discovery)
- Christopher Ferguson[2]
  - Piloto, STS-115 (Atlantis)
  - Comandante, STS-126 (Endeavour)
  - Comandante, STS-135 (Atlantis)
- Kenneth Ham[3]
  - Piloto, STS-124 (Discovery)
  - Comandante, STS-132 (Atlantis)
- Gregory C. Johnson[4]
  - Piloto, STS-125
- Gregory H. Johnson[5]
  - Piloto, STS-123, (Endeavour)
  - Piloto, STS-134, (Endeavour)
- William Oefelein (expulso do corpo de astronautas da NASA e transferido para a Marinha dos EUA , depois de se aposentar do serviço militar) 
  - Piloto, STS-116, (Discovery)[6]
- Alan Poindexter[7] (Falecido)
  - Piloto, STS-122, (Atlantis)
  - Comandante, STS-131 (Discovery)
- George Zamka[8]
  - Piloto, STS-120, (Discovery)
  - Comandante, STS-130, (Endeavour)

## Especialistas de Missão
- Clayton Anderson[9]
  - STS-117 (Atlantis; launched to ISS)
  - Engenheiro de voo, Expedição 15
  - STS-120 (Discovery; lançado a ISS)
  - STS-131 (Discovery)
- Tracy Caldwell[10]
  - STS-118 (Endeavour)
  - Engenheiro de voo, Expedição 23/Expedição 24
- Gregory Chamitoff[11]
  - NEEMO 3
  - Especialista de missão, STS-124 (Discovery; lançado a ISS)
  - Engenheiro de voo, Expedição 17/Expedição 18 (também serviu como um oficial de ciências )
  - Especialista de missão, STS-126 (Endeavour; desembarcou da ISS)
  - Especialista de missão, STS-134 (Endeavour)
- Timothy Creamer[12]
  - Engenheiro de voo, Expedição 22/Expedição 23
- Michael Foreman[13]
  - Especialista de missão, STS-123 (Endeavour)
  - Especialista de missão, STS-129 (Atlantis)
- Michael Fossum[14]
  - Especialista de missão, STS-121 (Discovery)
  - Especialista de missão, STS-124 (Discovery)
- Stanley G. Love[15]
  - Especialista de missão, STS-122 (Atlantis)
- Leland Melvin[16]
  - Especialista de missão, STS-122 (Atlantis)
  - Especialista de missão, STS-129 (Atlantis)
- Barbara Morgan[17] (Aposentada)
  - STS-118 (Endeavour)
- John Olivas[18]
  - Especialista de missão, STS-117 (Atlantis)
  - Especialista de missão, STS-128 (Discovery)
- Nicholas Patrick[19]
  - Especialista de missão, STS-116 (Discovery)
  - Especialista de missão, STS-130 (Endeavour)
- Garrett Reisman[20]
  - STS-123 (Endeavour; lançado para ISS)
  - Engenheiro de voo, Expedição 16/Expedição 17
  - STS-124 (Discovery; desembarcou da ISS)
  - STS-132 (Atlantis)
- Patricia Robertson[21] (Falecida)
- Steven Swanson[22]
  - Especialista de missão, STS-117 (Atlantis)
  - Especialista de missão, STS-119 (Discovery)
- Douglas H. Wheelock[23]
  - Especialista de missão, STS-120 (Discovery)
- Sunita Williams[24]
  - STS-116 (Discovery; lançado a ISS)
  - Engenheiro de voo, Expedição 14/Expedição 15
  - STS-117 (Atlantis;desembarcou da ISS)
- Neil Woodward[25] (Aposentado)

## Especialistas de Missão Internacionais
- Léopold Eyharts, França[26]
  - Soyuz TM-27 (para Mir; lançado apenas)
  - Soyuz TM-26 (da Mir; pousou apenas)
  - STS-122 (Atlantis – para ISS;só lançou)
  - Engenheiro de voo, Expedição 16
  - STS-123 (Endeavour – da ISS; só pousou)
- Paolo Nespoli, Itália[27]
  - STS-120 (Discovery – MissãoISS)
  - Soyuz TMA-20
  - Expedição 26
  - Expedição 27
- Marcos Pontes, Brasil (primeiro brasileiro no espaço)[28] Aposentado. [29]
  - Soyuz TMA-8 (lançado apenas)
  - Soyuz TMA-9 (pousou apenas)
  - Expedition 13, ISS (9 dias apenas)
- Hans Schlegel, Alemanha[30]
  - Especialista Payload, STS-55 (Columbia – Spacelab)
  - Especialista de missão, STS-122 (Atlantis – para ISS)
- Robert Thirsk, Canada[31]
  - Especialista Payload, STS-78 (Columbia; Spacelab)
  - Soyuz TMA-15
- Bjarni Tryggvason, Canada[32]
  - Especialista Payload, STS-85 (Discovery)
- Roberto Vittori (Itália)[33]
  - Soyuz TM-34 (lançado apenas)
  - Soyuz TM-33 (pousou apenas)
  - Soyuz TMA-6 (lançou apenas)
  - Expedition 11 (10 dias apenas)
  - Soyuz TMA-5 (pousou apenas)
  - Especialista de missão, STS-134 (Endeavour)